# Bodham
Bodham é uma vila e freguesia no distrito de North Norfolk em Norfolk, Inglaterra, cerca de 27,2 mi (43,8 km) de Norwich. A paróquia tem uma área de 680 hectares e uma população de 435 pelo censo de 2001

## Transporte
A via principal é a A148, que vai de King's Lynn até Cromer.

## História
No Domesday Book, Bodham foi chamada Bod(en)ham, Botham

## Igreja
A igreja de Bodham, denominada Todos os Santos (All Saints).

## Gallery

Bodham
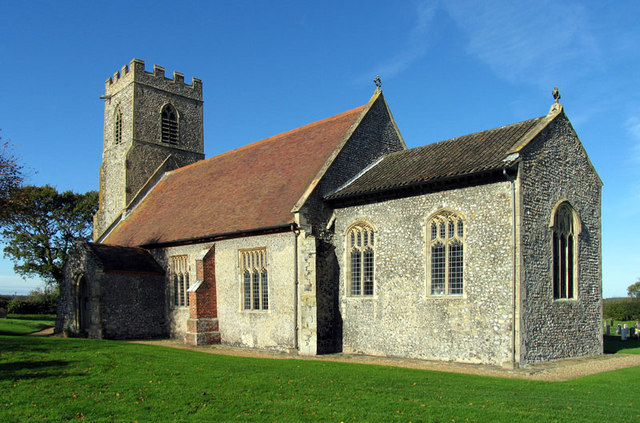
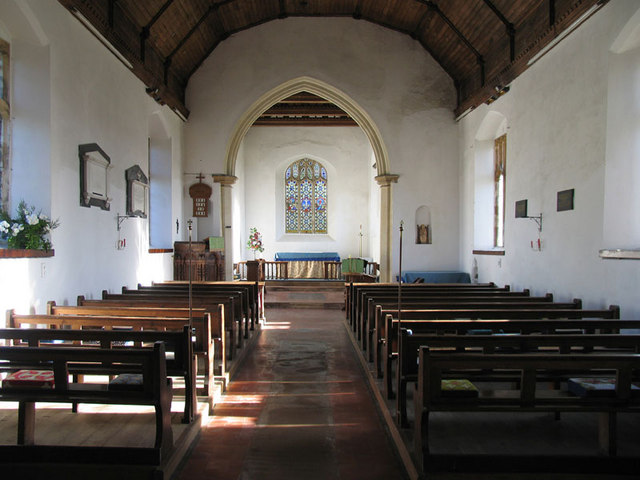
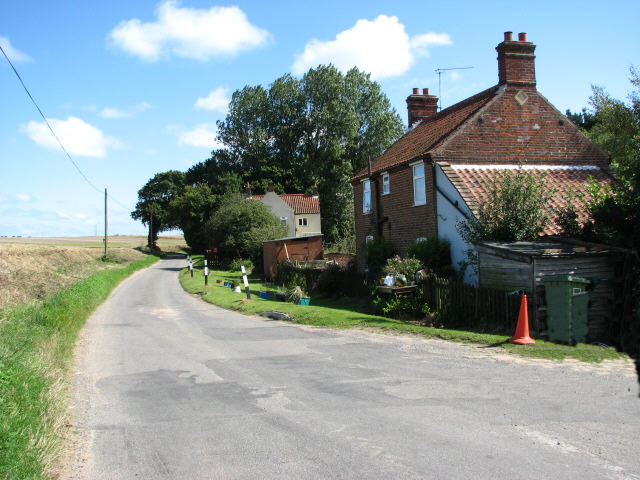